# Vanita Gupta

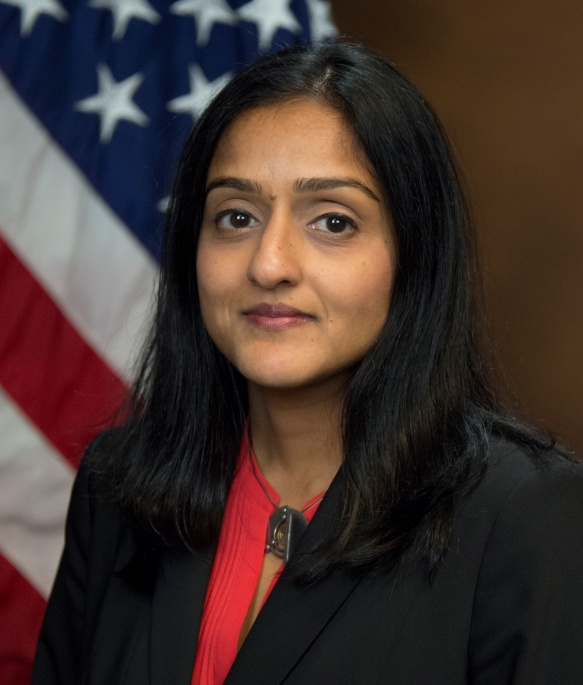
Vanita Gupta

Vanita Gupta (* 15. November 1974) ist eine US-amerikanische Bürgerrechtsanwältin. Sie ist die Präsidentin und Geschäftsführerin der Bürgerrechtskoalition The Leadership Conference on Civil and Human Rights. Der designierte Präsident Joe Biden nominierte Gupta am 7. Januar 2021 als United States Associate Attorney General.
Zuvor war sie bis zum 20. Januar 2017 Principal Deputy Assistant Attorney General und Leiterin der Abteilung für Bürgerrechte im US-Justizministerium. Sie wurde im Oktober 2014 von Barack Obama zur Leiterin der Abteilung und zur obersten Bürgerrechtsanwältin der Vereinigten Staaten ernannt.
Zuvor war sie Bürgerrechtsanwältin und stellvertretende Rechtsdirektorin der American Civil Liberties Union, wo sie die nationalen Bemühungen zur Reform der Strafjustiz überwachte. Davor war sie stellvertretende Rechtsberaterin beim NAACP Legal Defense and Educational Fund. Im Laufe ihrer Karriere hat sie die Unterstützung eines breiten Spektrums von liberalen und konservativen Aktivisten sowie von führenden Vertretern der Strafverfolgungsbehörden gewonnen, um gemeinsame Unterstützung aufzubauen und eine gemeinsame Basis für die Reform der Polizeiarbeit und der Strafjustiz zu finden.